# 지위안시
지위안(제원, 중국어: 济源, 병음: Jǐyuán)은 중국 허난성의 북서쪽에 있는 도시이다. 동쪽으로 자오쭤, 남서쪽으로 뤄양과 접하고 북서쪽으로는 산서성과 접한다.
지위안이라는 이름은 도시의 서쪽에 위치한 지수이의 수원이 되는 샘에서 유래하였다.

## 역사
지위안은 과거에 자오쭤에 속했으나 현재 별도의 도시로 분할되었다. 제수(지수이)는 황하, 장강, 회하와 함께 고대의 4대 강 중 하나로 제원은 제수의 수원지였고 이름은 여기서 유래하였다. 이곳은 하나라의 수도로 사용되었고 전국시대와 한나라에 걸쳐 부유한 곳으로 유명했다. 1997년에 성직할 현급시며 2005년 성직할시(지급시)로 승격되었다

## 기후
지위안은 중국의 다른 지방과는 달리 가뭄이나 홍수가 심각하지는 않다. 그러나 여름에 혹서가 있다. 연평균 기온은 15°C이고 연평균 강수량은 587.9mm이다.

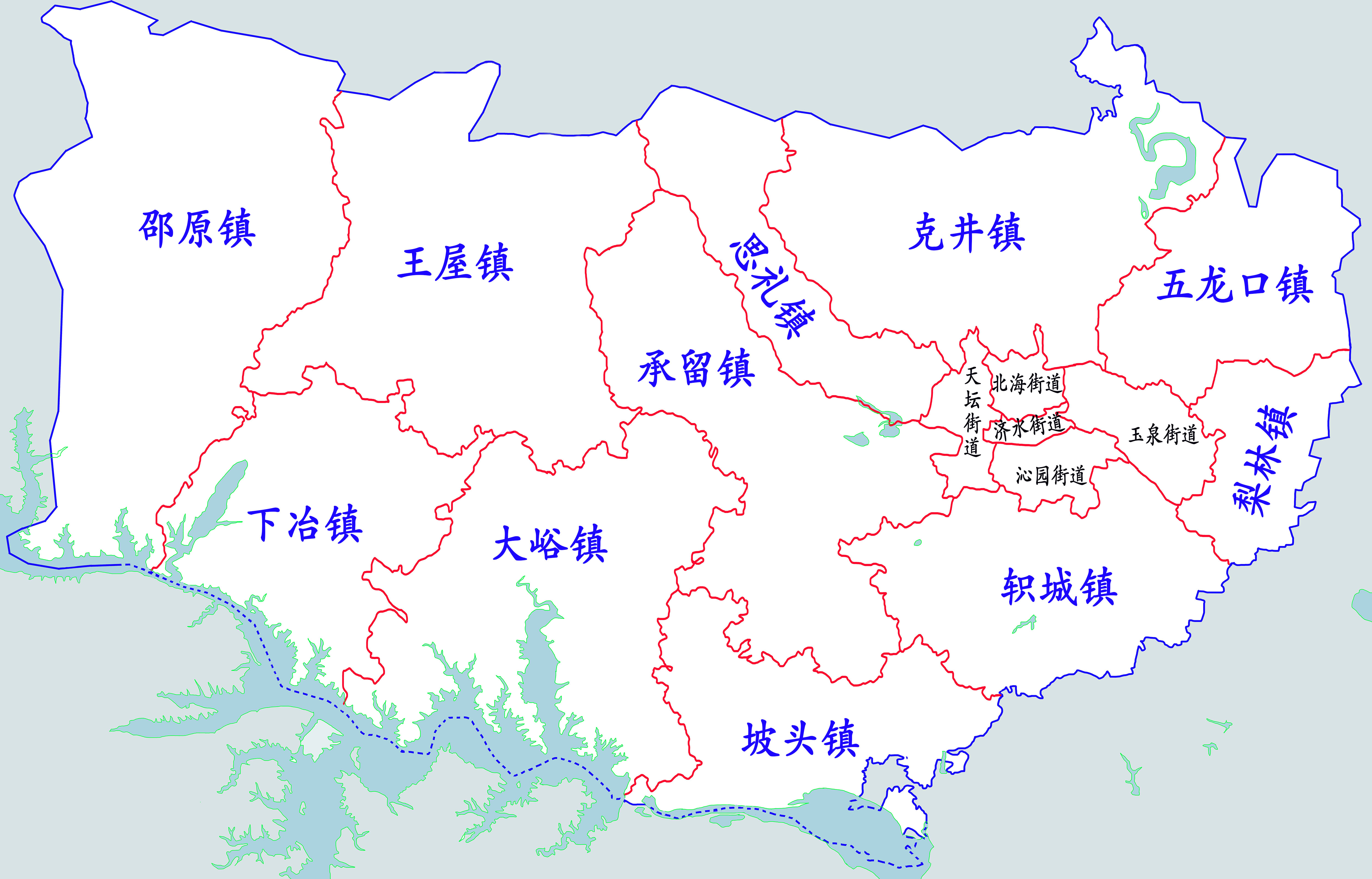
지위안 시 행정구역도

| 지위안시의 기후                                               | 지위안시의 기후 | 지위안시의 기후 | 지위안시의 기후 | 지위안시의 기후 | 지위안시의 기후 | 지위안시의 기후 | 지위안시의 기후 | 지위안시의 기후 | 지위안시의 기후 | 지위안시의 기후 | 지위안시의 기후 | 지위안시의 기후 | 지위안시의 기후 |
| 월                                                            | 1월             | 2월             | 3월             | 4월             | 5월             | 6월             | 7월             | 8월             | 9월             | 10월            | 11월            | 12월            | 연간            |
| ------------------------------------------------------------- | --------------- | --------------- | --------------- | --------------- | --------------- | --------------- | --------------- | --------------- | --------------- | --------------- | --------------- | --------------- | --------------- |
| 역대 최고 기온 °C (°F)                                        | 20.5 (68.9)     | 23.9 (75.0)     | 29.5 (85.1)     | 36.4 (97.5)     | 40.5 (104.9)    | 42.6 (108.7)    | 41.6 (106.9)    | 39.3 (102.7)    | 38.8 (101.8)    | 35.1 (95.2)     | 27.7 (81.9)     | 24.2 (75.6)     | 42.6 (108.7)    |
| 일평균 최고 기온 °C (°F)                                      | 6.6 (43.9)      | 10.3 (50.5)     | 16.0 (60.8)     | 22.5 (72.5)     | 27.8 (82.0)     | 32.8 (91.0)     | 32.5 (90.5)     | 30.7 (87.3)     | 27.2 (81.0)     | 22.0 (71.6)     | 14.8 (58.6)     | 8.7 (47.7)      | 21.0 (69.8)     |
| 일일 평균 기온 °C (°F)                                        | 0.6 (33.1)      | 4.0 (39.2)      | 9.5 (49.1)      | 15.9 (60.6)     | 21.5 (70.7)     | 26.4 (79.5)     | 27.6 (81.7)     | 26.0 (78.8)     | 21.4 (70.5)     | 15.8 (60.4)     | 8.5 (47.3)      | 2.5 (36.5)      | 15.0 (59.0)     |
| 일평균 최저 기온 °C (°F)                                      | −4.0 (24.8)     | −1.2 (29.8)     | 3.7 (38.7)      | 9.4 (48.9)      | 14.8 (58.6)     | 20.1 (68.2)     | 23.2 (73.8)     | 21.9 (71.4)     | 16.5 (61.7)     | 10.7 (51.3)     | 3.6 (38.5)      | −2.2 (28.0)     | 9.7 (49.5)      |
| 역대 최저 기온 °C (°F)                                        | −18.5 (−1.3)    | −17.3 (0.9)     | −8.1 (17.4)     | −1.8 (28.8)     | 2.3 (36.1)      | 10.7 (51.3)     | 16.3 (61.3)     | 12.8 (55.0)     | 6.2 (43.2)      | −1.3 (29.7)     | −9.7 (14.5)     | −11.1 (12.0)    | −18.5 (−1.3)    |
| 평균 강수량 mm (인치)                                         | 9.3 (0.37)      | 12.3 (0.48)     | 19.1 (0.75)     | 32.2 (1.27)     | 52.0 (2.05)     | 68.9 (2.71)     | 141.8 (5.58)    | 105.5 (4.15)    | 77.0 (3.03)     | 39.2 (1.54)     | 24.9 (0.98)     | 5.7 (0.22)      | 587.9 (23.13)   |
| 평균 강수일수 (≥ 0.1 mm)                                      | 3.3             | 3.8             | 4.8             | 5.8             | 7.4             | 7.6             | 11.3            | 10.5            | 8.7             | 6.7             | 5.1             | 2.9             | 77.9            |
| 평균 강설일수                                                 | 3.8             | 3.2             | 1.2             | 0.1             | 0               | 0               | 0               | 0               | 0               | 0               | 0.9             | 2.4             | 11.6            |
| 평균 상대 습도 (%)                                            | 60              | 59              | 59              | 63              | 62              | 60              | 75              | 80              | 76              | 69              | 66              | 59              | 66              |
| 평균 월간 일조시간                                            | 114.4           | 127.6           | 160.1           | 189.5           | 212.2           | 191.7           | 161.4           | 163.7           | 145.2           | 144.3           | 134.1           | 132.7           | 1,876.9         |
| 가능 일조율                                                   | 36              | 41              | 43              | 48              | 49              | 44              | 37              | 40              | 40              | 42              | 44              | 44              | 42              |
| 출처: 중국기상국 (평년값: 1991년~2020년, 극값: 1981년~2010년) |                 |                 |                 |                 |                 |                 |                 |                 |                 |                 |                 |                 |                 |

## 경제
지위안에는 밀, 땅콩, 목화, 고구마, 옥수수 등과 같은 다양한 작물이 재배된다.

## 교통
도시는 현재 빠르게 발전하고 있다. 이전에 비해 살기 편해졌고 사람들은 버스로 쉽게 도시로 갈 수 있다.

## 행정 구역
5개 가도, 11개 진을 관할한다.
- 가도: 沁园街道, 济水街道, 北海街道, 天坛街道, 玉泉街道
- 진: 克井镇, 五龙口镇, 轵城镇, 承留镇, 邵原镇, 坡头镇, 梨林镇, 大峪镇, 思礼镇, 王屋镇, 下冶镇